# Malagassische Orde van Verdienste
De Malagassische Orde van Verdienste (Frans: Ordre du Mérite Malgache) was een door het Franse koloniale bestuur over Madagaskar ingestelde ridderorde.
Deze orde werd niet tot de Franse koloniale orden gerekend. Zij was een plaatselijke onderscheiding en Fransen werden niet in deze orde opgenomen. De orde werd in 1901 door de Franse "chef van het bezettingsleger en Gouverneur-generaal van Madagaskar" Joseph Gallieni ingesteld en was bedacht om ter beloning van de "aan de Franse zaak bewezen diensten" door de inwoners van de kolonie te dienen.
De orde werd in drie graden uitgereikt:
- l'Ordre du Mérite Malgache en Or, een gouden medaille
- l'Ordre du Mérite Malgache en Argent, een zilveren medaille
- l'Ordre du Mérite Malgache en Bronze, een bronzen medaille

Het versiersel van deze orde was geen ster of kruis maar een ronde medaille. Op de voorzijde was de "gewapende republiek" afgebeeld. Dat is een gehelmde en met een krans gekroonde Europese vrouwenkop zoals deze ook op de Franse Koloniale Medaille is afgebeeld. Het rondschrift luidt "RÉPUBLIQUE FRANÇAISE". Op de keerzijde staat binnen een lauwerkrans "COLONIE DE MADAGASCAR" en "HONNEUR MÉRITE TRAVAIL".
Als verhoging kregen de medailles een trofee van speren en palmen in het metaal van de medaille.
De drie medailles werden aan een verticaal in twee stroken, lichtblauw en wit, verdeeld lint op de linkerborst gedragen.

## Een tweede Malagassische Orde van Verdienste
De door de Fransen ingestelde orde werd op 21 december 1960 vervangen door een nieuwe Malagassische Orde van Verdienste, weer "Ordre du Mérite Malgache" geheten. Het eiland was nu de onafhankelijk geworden Republiek Madagaskar. De op Europese leest geschoeide ridderorde kreeg drie graden. De president van Madagaskar is de Grootmeester van de Malagassische Orde van Verdienste. Het lint bleef gelijk maar de gouden medaille werd nu aan een lint om de hals gedragen.
- Commandeur
- Officier
- Ridder

Het niet-geëmailleerde kleinood is rond en draagt bij de twee lagere klassen een afbeelding van het grootzegel van Madagaskar met runderkop en palmboom en het rondschrift "REPUBLIQUE MALAGASSY". Daarboven is de kroon van een palm als verhoging en verbinding met het blauw-witte lint geplaatst. Op de keerzijde staat in drie lijnen "FAHAFAHANA TANINDRAZANA FANDROSOANA" boven een katoen- en maisplant. Het gouden versiersel van de eerste graad is met veel meer zorg versierd.
De commandeurs dragen een 45 millimeter hoog gouden kleinood om de hals, de lagere graden dragen 37 millimeter hoge kleinoden in zilver en brons op de linkerborst.

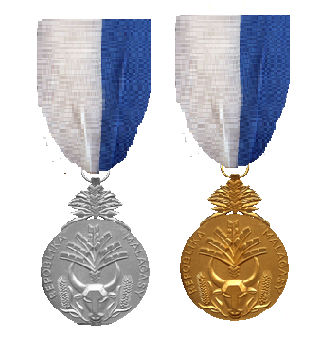
Officier en Ridder

Het decoratiestelsel van Madagaskar werd op 30 juli 1980 aangevuld met een Nationale Malagassische Orde (Frans: Ordre National Malgache) voor "eminente verdienste". Dat maakte de Malagassische Orde van Verdienste tot de tweede orde binnen het decoratiestelsel.
Deze moderne orde van verdienste wordt toegekend voor administratieve, politieke, sociale, economische of culturele verdiensten voor de republiek.
Het aantal graden is sinds de stichting tot drie beperkt gebleven.
De orden van Madagaskar werden enige malen hervormd en de versierselen ondergingen veranderingen omdat de politieke koers van het land ingrijpend veranderde. Op 5 september 1960 en 30 juli 1980 vonden hervormingen plaats. Sindsdien verscheen en verdween de opschrift DEMOKRATIKA van de versierselen.
De op de ring aangebrachte landsnaam REPOBLIKA DEMOKRATIKA MALAGASY werd met het veranderde nationale motto TANINDRAZANA TOLOM-PIAVOTANA FAHAFAHANA op de versierselen aangebracht.
De modernste versierselen dragen de aanduiding REPOBLIKAN’I MADAGASIKARA. Het motto op de keerzijde is nu TANINDRAZANA, FAHAFAHANA, FANDROSOANA.
De medailles van de twee lagere graden hebben een diameter van 35 millimeter. Het versiersel van de commandeurs is met een diameter van 45 millimeter iets groter.